# Igor Tasevski
Igor Tasevski (Belgrad, 27 de juliol de 1972) és un exfutbolista serbi, que ocupava la posició de defensa.
En el seu país va jugar en dos equips capitalins, el Rad i el Partizan de Belgrad. L'estiu de 1998 fitxa pel Vila-real CF, que en aquell any debutava a primera divisió. Tasevski és titular, jugant 29 partits. A l'any següent, va ser una de les peces clau en el retorn dels valencians a la màxima categoria.
Després que la temporada 00/01 tot just comptara per al Vila-real, a la campany següent marxa a l'Elx CF, on romandria fins al 2005 (tret de la temporada 02/03, que va militar a l'Sporting de Gijón. El serbi va ser titular. Va penjar les botes el 2006, després de passar un any al modest Vozdovac del seu país.
Una vegada retirat, Tasevski va seguir lligat al món del futbol com a entrenador dels equips de base del Vila-real CF.